# Ceylalictus grandior
Ceylalictus grandior is een vliesvleugelig insect uit de familie Halictidae. De wetenschappelijke naam van de soort is voor het eerst geldig gepubliceerd in 2002 door Pesenko, Pauly & LaRoche.